# Marie-Odile Goulet-Cazé
Marie-Odile Goulet-Cazé, née le 21 mars 1950 à Gray, Haute-Saône, et morte le 15 mars 2023 à La Verrière, Yvelines est une helléniste, spécialiste des cyniques grecs et romains.

## Biographie
Marie-Odile Goulet-Cazé est, en 1968, bachelière en philosophie, à la fin de ses études secondaires au Lycée Augustin Cournot de Gray, sa commune de naissance. Élève en classe de Lettres supérieures au lycée Fénelon, à Paris, elle est reçue au concours d'entrée de l'École Normale Supérieure de jeunes filles de Sèvres, en 1970. Elle obtient successivement la licence de Lettres classiques puis la Maîtrise à l'Université Paris IV. Elle est reçue à l'agrégation de Lettres Classiques en 1973. Après une quatrième année de scolarité à l'E. N. S. elle est nommée professeur de Lettres classiques au Lycée Saint-Michel de Picpus à Paris.
En 1978 elle intègre le CNRS, en qualité d'attachée de recherche dans l'Équipe de Recherche 76 dirigé par Jean Pépin. Elle est promue chargée de recherche en 1991. Elle soutient  une habilitation à diriger les recherches  en 2000, puis elle est Directrice de Recherche en 2004.
Elle assure  diverses responsabilités dans l'administration de la recherche :Membre élu du Comité National du CNRS. De 1991 à 1998 puis de 2003 à 2010 elle  dirige le Centre Jean Pépin, du CNRS à Villejuif. En 2006-2007 elle est directrice scientifique adjointe du Département Sciences Humaines et Sociales du CNRS et, de 2010 à 2014, membre du Conseil scientifique.
Marie-Odile Goulet-Cazé a répertorié et analysé  tous les philosophes cyniques dont les noms sont connus par les textes anciens grecs et latins. À. partir de  2008 elle a confronté le cynisme à deux autres mouvements : le stoïcisme tout d’abord, mais aussi le christianisme. Elle n'a pas donc pas seulement mis en valeur l'héritage cynique, mais a aussi contribué à la connaissance la théorie de l'action chez les stoïciens et à l'étude du néoplatonisme.
En  1988 elle reçoit la Médaille de bronze du CNRS.
Depuis mars 2016 elle est directrice de recherche émérite au CNRS.Outre ses ouvrages elle a écrit de nombreux articles dans diverses revues : Revue de philologie, de littérature et d’histoire anciennes, Revue des études grecques, Revue internationale de philosophie, Clio. Histoire, femmes et sociétés, Revue de philosophie économique,

## Publications
- L’Ascèse cynique. Un commentaire de Diogène Laërce VI 70-71, coll. « Histoire des doctrines de l’Antiquité classique », 10, Paris, Librairie philosophique J. Vrin, 1986, 292 p. Deuxième édition revue et augmentée, Paris, Librairie philosophique J. Vrin, 2001, 298 p. ; réimp. 2016.

- Les Kynika du stoïcisme, coll. « Hermes Einzelschriften », 89, Stuttgart, Franz Steiner Verlag, 2003, 198 p.[6]

- Cynisme et christianisme dans l’Antiquité, coll. « Textes et Traditions », 26, Paris, Librairie philosophique J. Vrin, 2014, 256 p. [Traduction allemande parue sous le titre Kynismus und Christentum in der Antike. Aus dem Französischen übersetzt von Lena R. Seehausen, coll. NTOA, 113, Vandenhoeck & Ruprecht Göttingen, 2016, 267 p. ;  Traduction anglaise parue sous le titre Cynicism and Christianity in Antiquity, translated by Christopher R. Smith, Foreword by John Kloppenborg, Eerdmans Publishing à Grand Rapids (Michigan), 2019, xvii-278 p.]

- Le cynisme, une philosophie antique, coll. « Textes et traditions », 29, Paris, Vrin, 2017, 702 p.

- Porphyre, La Vie de Plotin. Tome I : Travaux préliminaires et Index grec complet  [co-auteurs  Luc Brisson, Richard Goulet et Denis O’Brien], préface de Jean Pépin, coll. « Histoire des doctrines de l’antiquité classique », Paris, Librairie philosophique J. Vrin, 1982, 436 p. ; Tome 2  Études d’introduction, texte grec, traduction et notes, Paris, Librairie philosophique J. Vrin, 1992, xvi-766 p.

- Le cynisme ancien et ses prolongements (dir.)  Actes du colloque international du C. N. R. S. (Paris, 22-25 juillet 1991), Paris, Presses Universitaires de France, 1993, xii-612 p. [présentation en ligne]
- (en) R. Bracht Branham & Marie-Odile Goulet-Cazê (Eds.), The Cynics. The Cynic Movement in Antiquity and its Legacy, Berkeley (CA) - Londres, University of California Press, 1996, X - 458 p. (ISBN 978-0-520-21645-7, présentation en ligne)